# Тамахон
Тамахон (ісп. Tamajón) — муніципалітет в Іспанії, у складі автономної спільноти Кастилія-Ла-Манча, у провінції Гвадалахара. Населення — 188 осіб (2010).
Муніципалітет розташований на відстані близько 75 км на північний схід від Мадрида, 41 км на північ від Гвадалахари.
На території муніципалітету розташовані такі населені пункти: (дані про населення за 2010 рік)
- Альміруете: 22 особи
- Мур'єль: 13 осіб
- Паланкарес: 9 осіб
- Тамахон: 144 особи

## Демографія
Динаміка населення (INE ):

## Галерея зображень

Розташування муніципалітету у провінції Гвадалахара
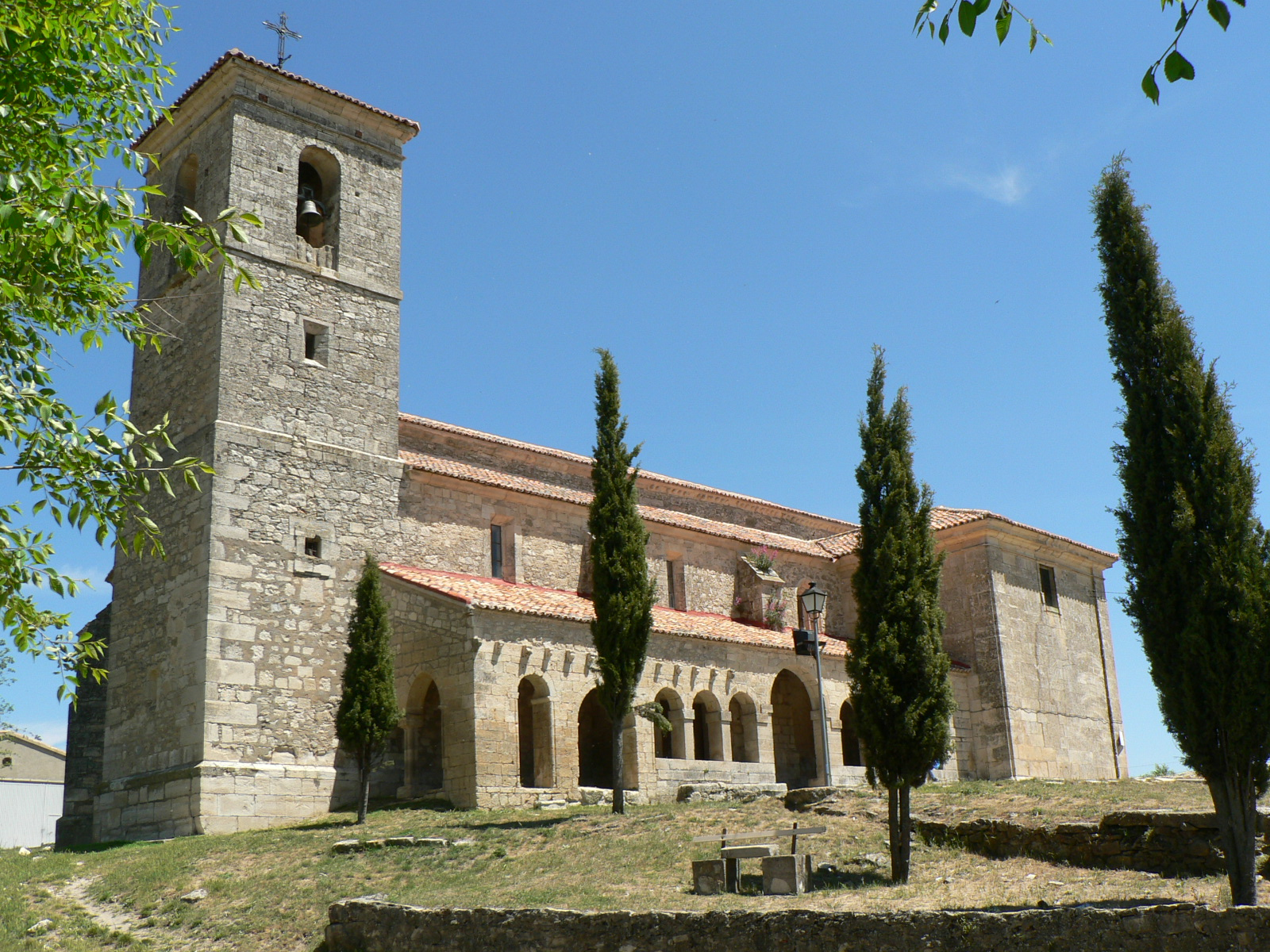
Церква Ла-Асунсьйон